# Smaug vandami
Smaug vandami là một loài thằn lằn trong họ Cordylidae. Loài này được Fitzsimons mô tả khoa học đầu tiên năm 1930.